# Bielawy (gmina Janowiec Wielkopolski)
Bielawy – wieś w Polsce położona w województwie kujawsko-pomorskim, w powiecie żnińskim, w gminie Janowiec Wielkopolski.
W latach 1975–1998 miejscowość należała administracyjnie do województwa bydgoskiego. Według Narodowego Spisu Powszechnego (III 2011 r.) liczyła 329 mieszkańców. Jest szóstą co do wielkości miejscowością gminy Janowiec Wielkopolski.